# With Animals
With Animals je druhé společné studiové album hudebníků Marka Lanegana a Duke Garwooda. Vydáno bylo 24. srpna roku 2018 společností Heavenly Recordings. Stalo se tak pět let po vydání jejich prvního společného počinu, alba Black Pudding. Nahrávání alba probíhalo v Londýně, kde žije Garwood, a také v Los Angeles, což je Laneganovo bydliště. K písni „With Animals“ byl natočen videoklip, který režíroval Steve Gullick.

## Seznam skladeb
1. Save Me
2. Feast to Famine
3. My Shadow Life
4. Upon Doing Something Wrong
5. L.A Blue
6. Scarlett
7. Lonesome Infidel
8. With Animals
9. Ghost Stories
10. Spaceman
11. One Way Glass
12. Desert Song